# Karl Farkas

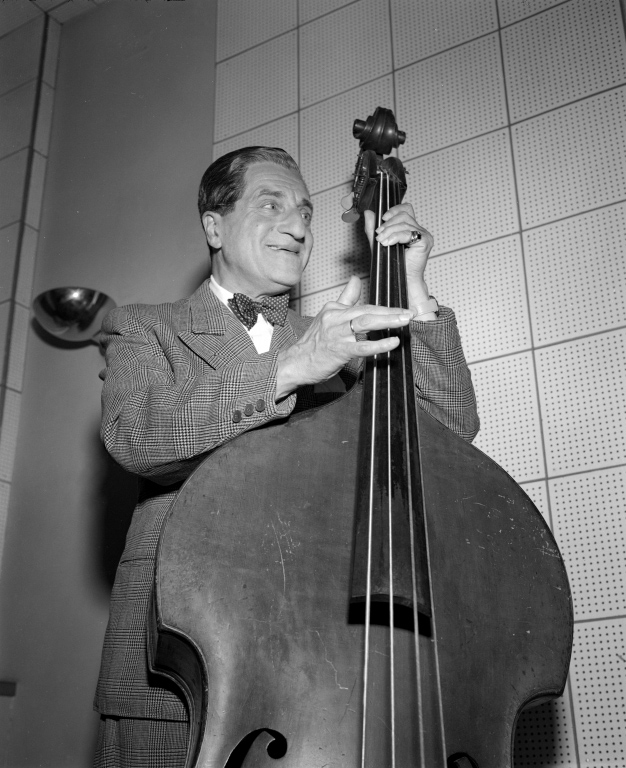
Karl Farkas im Wiener Studio des Senders Rot-Weiß-Rot (1951)

Karl Farkas (* 28. Oktober 1893 in Wien, Österreich-Ungarn; † 16. Mai 1971 ebenda) war ein österreichischer Schauspieler und Kabarettist.

## Leben
Karl Farkas wurde in Wien-Alsergrund (9. Bezirk, Grünentorgasse 12) geboren und wuchs mit zwei Schwestern und einem älteren Bruder auf. Seine ungarischstämmigen Eltern Moritz und Franziska Farkas führten ein Schuhgeschäft. Ein Onkel mütterlicherseits war der Autor Felix Salten. Nach dem Wunsch seiner Eltern sollte Farkas Jurist werden, während sein Bruder Stefan in die väterlichen Fußstapfen treten sollte. Stefan zog es jedoch vor, Maler zu werden. Er starb durch Suizid, als sich die Eltern seinen Plänen widersetzten. Geprägt von diesem Verlust ließen die Eltern ihren zweiten Sohn seine Theaterleidenschaft ausleben. Bereits als Schüler – er besuchte die k.k. Staatsrealschule Glasergasse (heute Erich Fried Realgymnasium) – verfasste Farkas erste komische Szenen.
Ende Juli 1914 wurde Karl Farkas zum 4. königlich-ungarischen Honved-Infanterie-Regiment eingezogen. Eingesetzt wurde er unter anderem bei der vorübergehenden Rückeroberung von Przemysl. Nach Verwundung durch Granatsplitter erfolgten Fronteinsätze an der russischen, rumänischen und italienischen Front. Nach einer Offensive bei der Stellung Altano bei Monte Tomba wurde Farkas als Bataillons-Gasschutzoffizier die Silberne Tapferkeitsmedaille verliehen.
Er besuchte die Akademie für Musik und darstellende Kunst in Wien und debütierte in Olmütz als Zarewitsch in einem Stück von Gabryela Zapolska. Nach verschiedenen Auftritten in Mähren und Österreich kehrte er 1921 nach Wien zurück. Dort wurde er von Direktor Egon Dorn an das Kabarett Simpl engagiert und betätigte sich unter dem Spitznamen Die Zecke als „Blitzdichter“. Mit Fritz Grünbaum trat er in Doppelconférencen auf, einer Kunstform, die in Budapest entstand. 1924 heiratete er die Schauspielerin Anny Hán. Ab 1926 war Farkas am Wiener Bürgertheater tätig.
In 18 Bildern ließen er und Fritz Grünbaum mit der Musik von Egon Neumann im Journal der Liebe schöne Mädchen ihre Beine zeigen und Rita Georg in einer Hosenrolle paradieren. Farkas selbst sang, tanzte und erzählte in seiner charmanten Weise Witze. In dieses Schema passte auch das am 1. Oktober 1927 beginnende Gastspiel der Marischka-Revue. Es wurde 430-mal unter dem Titel Wien lacht wieder aufgeführt. In dreißig Bildern führten Farkas und Fritz Grünbaum mit der Musik von Ralph Benatzky die vorjährige Schlagerrevue vor, die nichts an Popularität eingebüßt hatte. Dabei gab es 120 Mitwirkende, die aus einem Fundus von 900 Kostümen schöpfen konnten. Farkas betätigte sich auch als Schlagerdichter. Aus seiner Feder stammen etwa die Texte der Lieder Wenn die Elisabeth nicht so schöne Beine hätt’ und Pflückt ein Mädl Ribisel.
Am 6. Oktober 1928 hatte an dem von Emil (1874–1946) und Arthur Schwarz (1860–1949) wiedereröffneten Wiener Stadttheater seine Revue Sie werden lachen! Premiere, in der Farkas mit Max Brod sowie Hugo Fischer-Köppe in den Hauptrollen auftraten.
1928 erwarb Karl Farkas für sich und seine Familie eine 1906 errichtete Villa als Sommerfrische in Dörfl in der Marktgemeinde Reichenau an der Rax.
1938 musste Farkas als Jude vorerst nach Brünn und dann nach Paris fliehen. Im Jahre 1939 wurde er im Camp de Meslay-du-Maine als „gefährlicher Ausländer“ interniert. 1940 meldete er sich als Soldat für die französische Armee, die ihn aber für untauglich erklärte. Über die sogenannte Spanien-Route kam er nach Lissabon und konnte nach New York fliehen. Bei seiner Ankunft hatte er den Status eines Flüchtlings, allerdings fehlte ihm ein notwendiges Affidavit, die notwendige Garantieerklärung eines amerikanischen Staatsbürgers, für ihn zu bürgen. Er wurde interniert, am Anfang drohte die Abschiebung nach Europa. New Yorker Freunde wie Alexander Roda Roda, den er auf der Überfahrt getroffen hatte, setzten sich für ihn ein, indem sie eine Summe von 1000 Dollar hinterlegten. Um seinen Lebensunterhalt zu bestreiten, trat er vor allem in Clubs vor anderen Exilanten auf. Als Flüchtling bekam er keine Arbeitserlaubnis. Von seiner katholischen Frau hatte er sich sicherheitshalber scheiden lassen, um sie keinen Repressalien des NS-Regimes auszusetzen.
Im Jazz-Film Boogie Woogie Dream fungierte er als Script-Autor (im Vorspann erwähnt). Sein privates Leben wurde durch die im Gefolge einer Hirnhautentzündung eingetretene schwere Behinderung und Pflegebedürftigkeit seines einzigen Sohnes Robert („Bobby“, 1928–2009) überschattet.
1946 kehrte er nach Wien zurück und heiratete seine geschiedene Frau erneut. Er trat ab 1950 wieder im Simpl auf, das er bis zu seinem Tod leitete. Dabei betätigte er sich auch als Autor und Regisseur und schrieb gemeinsam mit Hugo Wiener alle Revuen. Zu seinem Ensemble gehörten Maxi Böhm, Ossy Kolmann, Fritz Muliar, Heinz Conrads, Hugo Wiener und Cissy Kraner. Im Sender Rot-Weiß-Rot moderierte er die „Aktualitätlichkeiten“. ORF-Radio strahlte die Sendung Was meinen Sie, Herr Farkas? aus. Wiener schrieb auch die Doppelconferencen für Farkas und seine neuen Partner, zunächst Ernst Waldbrunn, später Maxi Böhm. Ab 1957 trat er regelmäßig in Rundfunk und Fernsehen auf. Populär wurden im ORF seine „Bilanzen“: Bilanz des Jahres, Bilanz des Monats und Bilanz der Saison. 1965 wurde er als erster Kabarettist der Geschichte vom österreichischen Bundespräsidenten in Anerkennung seiner Verdienste um das österreichische Kabarett mit dem Berufstitel "Professor" ausgezeichnet. Privat leistete er sich nach dem Krieg ein Sommerhaus in Edlach an der Rax. Ein besonders enges Verhältnis hatte Farkas zu seinem Kollegen Maxi Böhm und dessen Familie; besonders mochte er Böhms früh verstorbene Tochter Christa, die ihn „Onkel Karl“ nannte.
Ab 1. Jänner 1969 gab es die Bilanz des Monats, mithin die Farkas-Waldbrunn-Doppelconferencen, bereits in Farbe. Der ORF hatte mit dem Neujahrskonzert 1969 Farbfernsehen eingeführt. 1970 traten Farkas und Waldbrunn als Puppen auf. Produziert wurden diese vom österreichischen Puppenkünstler Arminio Rothstein.

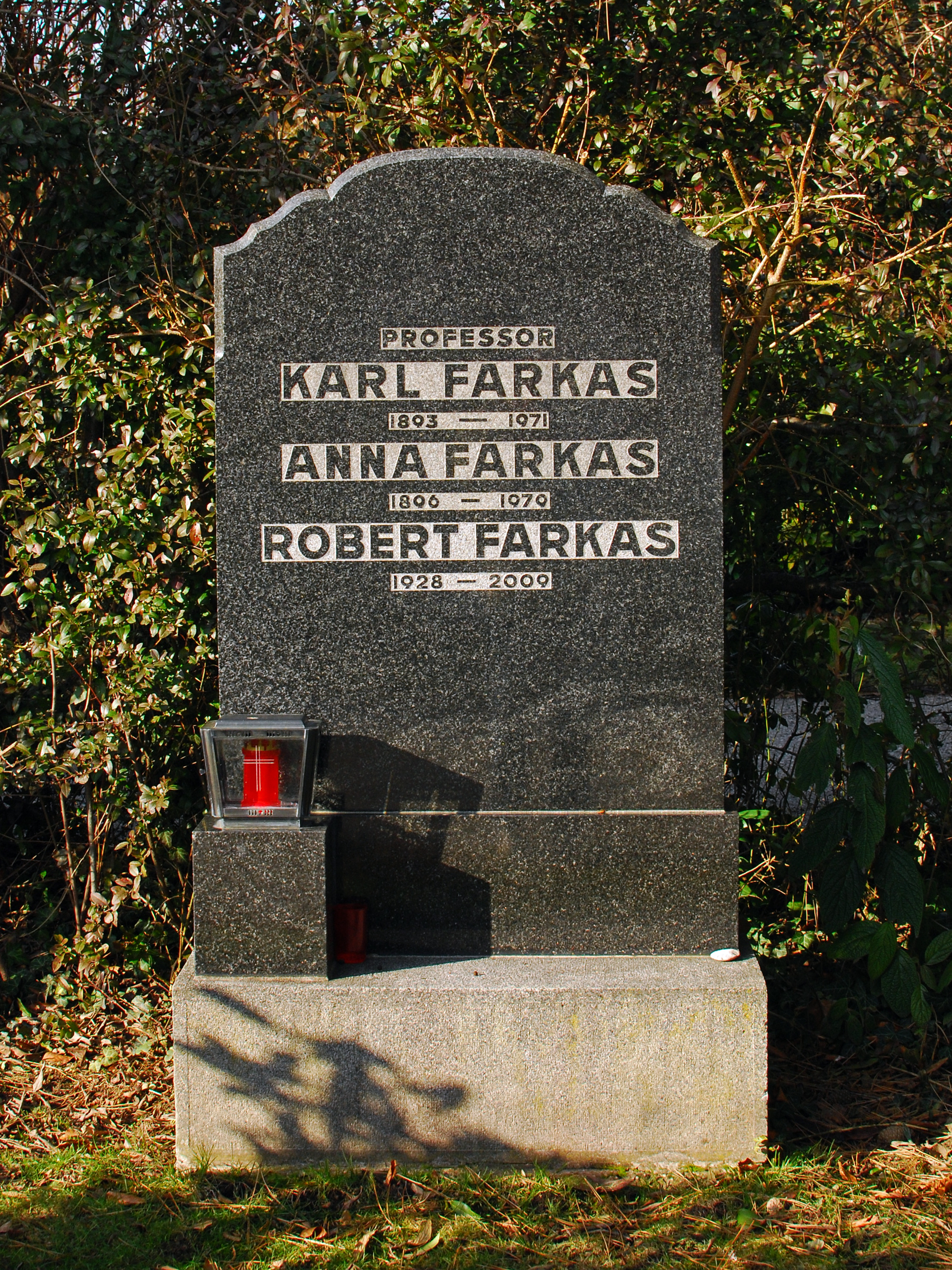
Grab von Karl Farkas auf dem Wiener Zentralfriedhof

Farkas stand bis einen Tag vor seinem Tod auf der Bühne seines Kabaretts. 1971 verstarb er an einer Magenkrebserkrankung.

## Anerkennungen
- Ehrengrab am Wiener Zentralfriedhof (Gruppe 32C, Nr. 34).
- Am 18. Oktober 1979 wurde im 7. Wiener Gemeindebezirk der Karl-Farkas-Park benannt.[10]
- Im Jahr 2002 wurde in Wien-Landstraße (3. Bezirk) die Karl-Farkas-Gasse nach ihm benannt.
- Karl-Farkas-Straße in Dörfl in Reichenau an der Rax.

## Ausstellungen
- 2001  Österreichisches Theatermuseum in Wien zum 30. Todestag von Karl Farkas
- 2015/2016 Einer der nicht hassen konnte. Karl Farkas – Emigration und Heimkehr. NÖ Landesbibliothek in St. Pölten mit zwei Publikationen

## Zitate
Unzählige Äußerungen von Farkas sind als Zitate verbreitet. Auch ein Zitat, das fälschlicherweise lange Zeit Karl Kraus zugeschrieben wurde, dürfte von ihm stammen:

„Ich mache mir ernstliche Sorgen um die Zukunft der österreichischen Literatur. Schauen Sie, Grillparzer ist tot, Nestroy ist tot - und ich bin auch nicht mehr der Jüngste ... Mit der deutschen Literatur ist es etwas anderes. Aber wir Österreicher unterscheiden uns doch von den Deutschen durch so mancherlei, besonders durch die gleiche Sprache.“

## Werke
Bücher
- Also sprach Farkas. Heiteres von Karl Farkas. Halm & Goldmann, Wien (o. J., 1930) Mit Zeichnungen von Matouschek.
- Farkas entdeckt Amerika, 1942
- Zurück ins Morgen. Paramount Printing and Publishing Co., New York 1946. Mit Zeichnungen von Matouschek.

Komödien
- Bei Kerzenlicht (1937)
- Hofloge (König für eine Nacht)
- Adel verpflichtet

### Filmografie

#### Als Schauspieler
- 1923: Namenlos
- 1931: Justizmaschine
- 1932: Lumpenkavaliere
- 1933: Der große Trick
- 1949: Rosen der Liebe
- 1952: Abenteuer in Wien
- 1960: Ich heirate Herrn Direktor
- 1961: Ganz dumme Sachen
- 1963: Charleys Tante
- 1963: Romy und Julius
- 1965: Leinen aus Irland (TV)
- 1967: Made in Austria (TV)
- 1967: Wir treiben es bunt (TV)
- 1970: G’schichten aus Wien (TV)
- 1970: Geld oder Leben (TV)

#### Als Drehbuchautor
- 1931: Wenn die Soldaten
- 1931: Justizmaschine
- 1932: Sehnsucht 202
- 1932: Mein Name ist Lampe
- 1932: Une jeune fille et un million
- 1932: Madame hat Besuch
- 1933: Der große Trick
- 1933: Abenteuer am Lido
- 1933: Bei Kerzenlicht
- 1934: Pipin der Kurze
- 1934: Salto in die Seligkeit
- 1938: Roxy und das Wunderteam
- 1944: Boogie-Woogie Dream
- 1948: Fregola
- 1949: Liebling der Welt
- 1949: L’Inconnu d’un soir
- 1949: Nichts als Zufälle
- 1950: Der Theodor im Fußballtor
- 1950: Gruß und Kuß aus der Wachau
- 1951: Der Fünfminutenvater
- 1952: Wir werden das Kind schon schaukeln (Schäm dich, Brigitte)
- 1953: Ich und meine Frau
- 1953: Ein tolles Früchtchen
- 1953: Hab’ ich nur Deine Liebe
- 1954: Die süßesten Früchte
- 1955: Die Wirtin zur Goldenen Krone
- 1956: …und wer küßt mich? (Ein Herz und eine Seele)
- 1956: Rosmarie kommt aus Wildwest
- 1956: Wo die Lerche singt
- 1956: August der Halbstarke
- 1957: Vater macht Karriere
- 1957: Familie Schimek
- 1957: Ober, zahlen!
- 1958: Im Prater blüh’n wieder die Bäume
- 1958: Liebe, Mädchen und Soldaten
- 1961: … und du mein Schatz bleibst hier
- 1961: Ganz dumme Sachen
- 1961: Im schwarzen Rößl
- 1963: Romy und Julius
- 1964: Hofloge (TV)
- 1964: Der Feldherrnhügel (TV)
- 1969: Heiter bis wolkig (TV)

## Ton- und Bildveröffentlichungen
Tonträger
- Farkas & Co. wakuworld, 2000.
- Unvergessener Karl Farkas. Preiser, 1987. (aufgenommen: 1960, 1961 & 1965)
- Karl Farkas, Ernst Waldbrunn: Doppelconférencen. Preiser, 1990 (aufgenommen: Herbst 1960 & Herbst 1964).
- Altmeister des Humors: Fritz Grünbaum, Karl Farkas, Franz Engel. Preiser, 1990 (aufgenommen: 1908, 1930, 1931, 1932, 1934, 1937)

Video
- Karl Farkas, Ernst Waldbrunn: G’scheites und Blödes. Conférencen und Doppelconférencen. Vol. I, 1958–1965. ORF, 1990.
- Karl Farkas, Ernst Waldbrunn: G’scheites und Blödes. Conférencen und Doppelconférencen. Vol. II, 1965–1971. ORF, 1990.

DVD
- Karl Farkas, Ernst Waldbrunn, G’scheites und Blödes. Conférencen und Doppelconférencen. 1958–1971 ORF / BMG Ariola GmbH / Thomas Sessler Verlag GesmbH, 2002.

Comic:
- Der Blöde und der Gscheite – Die besten Doppelconferencen. Ein kabarettistisches Comic von Reinhard Trinkler mit einem Vorwort von Georg Markus, Amalthea Signum Verlag, 2014